# Cassandra Strickland
Cassandra Strickland (Pomona, 22 gennaio 1994) è una pallavolista statunitense.
Gioca nel ruolo di schiacciatrice nell'Haro.

## Biografia
Figlia di Nancy e Filipo Strickland, nasce a Pomona, in California. Ha un fratello e due sorelle maggiori, che si chiamano Tyler, Alicia e Arianna. Nel 2012 si diploma alla Edison High School di Huntington Beach. Successivamente studia antropologia medica e salute globale alla University of Washington.

## Carriera

### Club
La carriera di Cassandra Strickland inizia a livello giovanile nella squadra del TCA e in seguito col Tstreet; parallelamente gioca anche a livello scolastico con la Edison HS. Dopo il diploma entra a far parte della squadra di pallavolo della sua università, la Washington, partecipando alla NCAA Division I dal 2012 al 2015, raggiungendo le semifinali nazionali nel 2013.
Nella stagione 2017-18 firma il suo primo contratto professionistico in Finlandia, ingaggiata dal Woman, in Lentopallon Mestaruusliiga. Nella stagione seguente partecipa alla Superliga Femenina de Voleibol spagnola con l'Haro.

## Palmarès

### Premi individuali
- 2013 - NCAA Division I: Los Angeles Regional All-Tournament Team